# Модель ABC
Модель ABC — теория Альберта Эллиса, лежащая в основе рационально-эмоционально-поведенческой терапии (РЭПТ). Теория объясняет происхождение психических расстройств, душевных травм и т. д. не как следствие объективных событий, происходящих с человеком, а как следствие убеждений и иррациональных представлений по поводу этих событий.

## Формула
Модель выглядит как формула ABC, где A — активирующее событие (activating experience), B — личные верования либо способы оценки событий (рациональные и/или иррациональные убеждения, «B» означает beliefs — мнение, убеждение), C — эмоциональные или поведенческие паттерны, возникающие вследствие B («C» означает consequences — последствия). Личные верования в этой формуле являются центральными. Ведущую роль в формировании верований играет социальное окружение. Эмоциональные или поведенческие паттерны (последствия), можно, согласно Эллису, разделить на две подгруппы: эмоциональные последствия («Ce») и поведенческие («Cb»).
Согласно РЭПТ, душевные страдания происходят по причине иррациональных убеждений. Если очистить голову от иррациональных мыслей и научиться мыслить научно, человек не будет себе позволять быть несчастным. В рамках РЭПТ утверждается, что события, происходящие в жизни человека, оказывают влияние, но не играют определяющей роли в формировании его эмоций, решающую роль играют лишь его мысли по поводу событий.
Убеждения (B) бывают рациональными (rBs) и иррациональными (iBs). Иррациональные убеждения — это убеждения, содержащие в себе логические ошибки. Чаще всего убеждения, приводящие нас к страданиям, содержат в себе «должноманию»: «Я должен…», «Мир обязан…» и т. д. «Должномания» («тирания долженствования») представляет собой универсальную причину иррационального мышления: человек ригидно заставляет себя и других непременно следовать тем или иным стандартам. В случае отклонения от этих стандартов возникают такие когнитивные оценки ситуации, как катастрофизация (awfulsing), проклятия и самоуничижение (damnation), отрицание своей толерантности (I-can-not-stand-it-is).
Пример рационального убеждения (rBs): «Я хочу получить эту работу». «Я хочу» — это вполне рациональный факт.
Пример иррационального убеждения (iBs): «Я обязан получить эту работу, иначе я ничего не стою». Есть ли рациональные основания считать, что я обязан её получить? На основании каких данных следует утверждать, что я ничего не стою, если её не получу?
В целом Эллис выделяет четыре категории иррациональных убеждений:
- Установки долженствования (применительно к себе, либо к другим людям, либо к ситуациям и миру в целом: «я должен/должна», «они должны», «мир должен»). Вербальные маркеры таких установок — слова «должен», «надо», «нужно», «следует», «необходимо», «вынужден», «придётся» и др.[2]
- Катастрофические установки, которые приводят к катастрофизации — излишнему преувеличению негативных последствий событий. Вербальные маркеры таких установок — слова «ужасно», «кошмарно», «невыносимо», «катастрофично», «смертельно», «невозможно», «жутко» и др.[2]
- Отрицание своей толерантности[3] (низкая устойчивость к фрустрации и дискомфорту — неспособность переносить дискомфорт и трудности, которые возникают при различных неудачах, препятствиях, проблемах). Вербальные маркеры — выражения «это невыносимо», «я этого не вынесу», «я этого не переживу», «я не должен ощущать себя плохо», «я обязан всегда быть счастливым», «я обязан всегда должен чувствовать хорошо» и др.[2]
- Проклятия и самоуничижение[3] (оценивание и осуждение/критика/порицание себя и других). При таких убеждениях оценка отдельного поступка распространяется на человека в целом («он скверный человек, поскольку поступил скверно»)[2].

## Продолжение
Главным методом искоренения иррациональных убеждений является их обнаружение и оспаривание. Эти этапы работы А. Эллис также добавлял в формулу, в результате чего она приняла следующий вид — GABCDE, где:
G — наша цель в данном контексте. Цель, которая привела к событию (A). К примеру, цель устроиться на работу (G), на работу не приняли (A).
A — событие. Пример: на работу не приняли.
B — наше убеждение по поводу этого события. Пример: «Я должен получить эту работу, иначе я это не переживу».
C — наши уместные и неуместные чувства по поводу этого события.
D — дискуссионные вопросы об иррациональных представлениях. Когда мы обнаруживаем iBs — надо начать задавать вопросы, проверяющие убеждение на подлинность. Пример таких вопросов: «На основании каких данных сделано это заключение?», «Как одно исходит из другого?», «Есть ли доказательства у этого утверждения?».
E — новая эффективная философия. Переформулирование убеждения так, чтобы оно было рациональным. Пример: «Я очень хочу эту работу, и если я её не получу — это будет грустно. Но жизнь продолжается!»

## Факты
Стоит также отметить, что РЭПТ не предназначена для того, чтобы полностью убрать отрицательные чувства. РЭПТ утверждает, что чувства бывают уместными и неуместными. Печаль, нерешительность, раздражение — это, согласно РЭПТ, уместные чувства, имеющие определённую роль в нашей жизни. А страх, депрессия, гнев — это неуместные чувства, которые имеют место только там, где есть иррациональные убеждения.